# محمد راغب الطباخ
محمد راغب الطباخ (1877- 1951 م) عالم مسلم سوري، ومؤرِّخ محدِّث، اشتَهَر بكتابه (إعلام النبلاء بتاريخ حلب الشهباء).

## ولادته ونشأته
ولد الشيخ محمد راغب الطباخ في حي باب قنسرين في حلب عام 1877، تخصَّص في علوم الحديث، وهو من شيوخ المحدِّث محمد ناصر الدين الألباني بالإجازة. حفظ الشيخ القرآن الكريم وهو في العام الثامن، نشأ وترعرع في أسرة عُرفت بالورع الديني وحب العلم والنبوغ فيه، حيث كان جده هاشم يُقرئ العلوم الدينية في مسجده العمري، ومسجد الزيتونة، وأبوه محمود كان قد رفض منصب القضاءعلى الآستانة.

محمد راغب الطباخ في شبابه

## مسيرته العلمية
شرع في الكتابة والخط على الشيخ محمد العريف الخطاط المشهور والمعروف بشيخ الأشرفية في مكتبة وراء الجامع الكبير ( وهي المدرسة الشرفية ) ، ثم درس في المدرسة المنصورية بمحلة الفرافرة سنة 1304 هـ / 1886م وكانت مدرسة ابتدائية من المدارس التي أسستها الدولة العثمانية في أواخر القرن الماضي، وبقي فيها سنة ونصف السنة، قرأ خلالها مبادئ اللغات التركية والفارسية والفرنسية.
تابع بعد ذلك تعليمه في المدرسة «الشعبانية»، وفي هذه المدرسة وجد ضالته؛ إذ كان وجهًا لوجه مع رجال الفقه والدين والعلم، وكان من أساتذته ومعلميه محمد رضا، محمد مزية، بشير الغزي، وجميعهم حجة في الفقه والأدب والعلم.

## شيوخه
تلقى العلم على يد عدد كبير من الأشياخ في فنون مختلفة متنوعة، وله ثبت مطبوع، ومن شيوخه:
1- العلامة المؤرخ محمد راغب بن محمود بن هاشم الطباخ الحلبي الحنفي.
2- الشيخ شرف الحق الدهلوي الهندي الجشتي.
3- العلامة محمد رضا الزعيم الدمشقي.
4- علامة حمص ومفتيها الشيخ محمد خالد العطاسي الأتاسي.
5- العلامة المحدث الشيخ كامل الموقت الحلبي المتوفى سنة 1338هـ.
6- العلامة المحدث الشيخ طاهر بن السيد صالح بن أحمد بن موهوب، الجزائري الأصل، الدمشقي، فقيه السادة المالكية ومفتيهم.
7- العلامة الناسك المحدث محمد بدر الدين الحسني البيباني الدمشقي.
8- العلامة المحدث محمد بن جعفر الكتاني الفاسي، نزي لدمشق.
9- العالم الفقيه المحدث الفرضي محمد كامل الهبراوي الحلبي.
10-السيد محمد عبد الحي الكتاني الحسني.
11- الشيخ يوسف النبهاني البيروتي.
12- العلامة الأستاذ أحمد رافع الحسيني القاسمي الطهطاوي الحسيني الحنفي المصري.
13-العلامة الفقيه المفسر المحدث محمد حبيب الله الشنقيطي الجكني.
14- العلامة الفقيه المفتي محمد عطا الكسم الدمشقي.
15- العلامة الجليل عبد الستار الصديقي الدهلوي المكي الحنفي.
16-الشيخ العلامة أبو بكر بن محمد عارف خوقير المكي صاحب «ثبت الأثبات الشهيرة».

## جهوده العلمية
للشيخ محمد راغب الطباخ مكانة عند رجال العلم والفكر والنهضة، وله الأيادي البيض في إنشاء مدرستي «شمس المعارف» و«الفاروقية»، وتطوير مدرسة «الخسروية»، وأدخل في مناهجها علوم الرياضيات والطبيعيات، ثم دخلت هذه العلوم الكثير من مدارس الفترة، منها: «المدرسة الإسماعيلية»، و«المدرسة القرضاية»، ثم «المدرسة العثمانية»، فـ«المدرسة الإشبيلية»، وله دوركبير في توحيد المناهج في التعليم.
- أسس المطبعة العلمية في «خان الحرير» بـ«حلب» سنة 1341هـ/1922م، وطبع كلَّ مؤلفاته فيها، كما صدرت كتبٌ لغيره عن هذه المطبعة، ويذكر الدكتور عبد الكريم الأشتر في كتابه «مسامرات نقدية»، الصادر عن دار القلم العربي في «حلب»: أنه أثناء وجوده في جامعة دمشق حمَّله العلامة البيطار كتبه هديةً إلى محمد راغب الطباخ.
- والشيخ الطباخ هو أول من دعا إلى تعريب التعليم، وأول من ألّف كتابا مدرسيا باللغة العربية.

## مؤلفاته
1- إعلام النبلاء بتاريخ حلب الشهباء – سبع مجلدات، حققه محمد كمال.
2- الأنوار الجليّة في مختصر الأثبات الحلبية.
3- تمرين الطلاب في صناعة الإعراب – رسالة صغيرة.
4- ذو القرنين وسدّ الصين.
5- الروضيات – جمعه من أشعار أبي بكر الصنوبري الحلبي.
6- عظة الأبناء بتاريخ الأنبياء – كتاب مدرسي.
7- العقود الدريّة في الدواوين الحلبية – وهي ثلاثة دواوين لثلاثة من شعراء حلب في القرن الحادي عشر الهجري.
8- المصباح على مقدمة ابن الصلاح.
9- المطالب العليّة في الدروس الدينية – ثلاثة كتب مدرسية.
وله مؤلفات كثيرة ما زالت مخطوطة من أهمها:
- الثقافة الإسلامية – سنة 1369 هـ / 1949 م.
- الفتح المبين على نور اليقين في سيرة سيد المرسلين.

## وفاته
توفي محمد راغب الطبّاخ يوم الجمعة 25 رمضان 1370 هـ الموافق لـ 29 حزيران 1951م، ودُفن في تربة السنابلة بحيِّ المشارقة في حلب بموكب حافل من العلماء ووجهاء حلب.

## وصلات خارجية
- الشيخ محمد راغب الطبّاخ.. مؤرّخ حلب | من أعلام الشام #10